# Мангански експортер
Мангански експортер (TC# 2.A.107) члан је суперпородице лизинских експортера.